# Festival Internacional de Cinema de Sant Sebastià 1995
La 43a edició del Festival Internacional de Cinema de Sant Sebastià va tenir lloc entre el 14 i el 23 de setembre de 1994. El Festival s'ha consolidat a la màxima categoria A (festival competitiu no especialitzat) de la FIAPF.

## Desenvolupament
El festival fou inaugurat el 14 de setembre de 1995 pel nou director Diego Galán, l'alcalde de Sant Sebastià Odón Elorza i el lehendakari José Antonio Ardanza amb la projecció fora de concurs d' A Walk in the Clouds, i hi foren presents els seus protagonistes Keanu Reeves, Anthony Quinn i Aitana Sánchez-Gijón. El 15 es va projectar The Near Room i Kjærlighetens kjøtere, i fora de concurs, Els ponts de Madison. De nit es va projectar Braveheart a la pantalla gegant del velòdrom d'Anoeta. El dia 16 es van projectar Margaret's Museum i Nadie hablará de nosotras cuando hayamos muerto. El dia 17 La meva família i Schlafes Bruder en la secció oficial, Gimlet de Nous Realitzadors i Suite 16 a la Zabaltegi El 18 es van projectar El diable amb un vestit blau i La flor de mi secreto. El dia 19 Leaving Las Vegas i Total Eclipse de la secció oficialDesperado i The Doom Generation de la Zabaltegi, i Boston Kickout de Nous Realitzadors. El 20 es projectaren Mujeres insumisas i Safar de la secció oficial, i va projectar per sorpresa Atrapat de Desmond Nakano. El 21 es van projectar El palomo cojo i Mín jǐng gù shì de la secció oficial i Carrington de la Zabaltegi. També van visitar el festival Susan Sarandon, Emma Thompson i Catherine Deneuve. El 22 es van projectar Elle i Xagoroloi Bohudoor i el dia 23 es van entregar els premis i es va clausurar el festival amb la projecció de Le Hussard sur le toit.

## Jurat
- Montxo Armendáriz
- Ahmed Bahaeddine Attia
- Dominique Deruddere
- Barry Gifford
- Beki Probst
- Héctor Olivera
- Aitana Sánchez-Gijón

## Pel·lícules exhibides

### Secció oficial
- La princeseta d'Alfonso Cuarón (fora de concurs)[16]
- A Walk in the Clouds d'Alfonso Arau (fora de concurs)
- Braveheart de Mel Gibson (fora de concurs)
- El diable amb un vestit blau de Carl Franklin
- El palomo cojo de Jaime de Armiñán
- Elle de Valeria Sarmiento
- Xagoroloi Bohudoor de Jahnu Barua
- Kjærlighetens kjøtere de Hans Petter Moland
- La flor de mi secreto de Pedro Almodóvar (fora de concurs)
- Le Hussard sur le toit de Jean-Paul Rappeneau (fora de concurs)
- Leaving Las Vegas de Mike Figgis
- Margaret's Museum de Mort Ransen
- Mín jǐng gù shì de Ning Ying
- Mujeres insumisas d'Alberto Isaac
- La meva família de Gregory Nava
- Nadie hablará de nosotras cuando hayamos muerto d'Agustín Díaz Yanes
- Safar d'Alireza Raisian
- Schlafes Bruder de Joseph Vilsmaier
- Els ponts de Madison de Clint Eastwood (fora de concurs)
- The Near Room de David Hayman
- The net (La xarxa) d'Irwin Winkler (fora de concurs)
- Total Eclipse d'Agnieszka Holland

### Zabaltegi (zona oberta)
- A propos de Nice, la suite d'Abbas Kiarostami i Parviz Kimiavi
- An evil town de Richard Sears
- Blue in the Face de Paul Auster i Wayne Wang
- Carrington de Christopher Hampton
- Desperado de Robert Rodriguez
- Dos crímenes de Roberto Sneider
- Gazon maudit de Josiane Balasko
- Kids de Larry Clark
- La Haine de Mathieu Kassovitz
- El convent de Manoel de Oliveira
- Priest d'Antonia Bird
- Smoke de Paul Auster i Wayne Wang
- Suite 16 de Dominique Deruddere
- The Doom Generation de Gregg Araki
- L'anglès que va pujar un turó però va baixar una muntanya de Christopher Monger
- Tot per un somni de Gus Van Sant
- Two Nudes Bathing de John Boorman
- Warrior Lanling de Sherwood Hu

### Zabaltegi (Nous realitzadors)
- Boston Kickout de Paul Hills
- Branwen de Ceri Sherlock
- Das stille haus de Christof Vorster
- Der Kontrolleur de Stefan Trampe
- Gimlet de José Luis Acosta Salmerón
- Il verificatore de Stefano Incerti
- La orilla de la tierra d'Ignacio Ortiz Cruz
- Le Cri de Tarzan de Thomas Bardinet
- Nur über meine Leiche de Rainer Matsutani
- Passageraren de Michael Druker
- Sale Gosse de Claude Mouriéras
- Stefanies Geschenk de Mathieu Seiler
- Terra Estrangeira de Walter Salles i Daniela Thomas

### Retrospectives
Les retrospectives d'aquest any són: una dedicada al director Gregory La Cava - amb Symphony of Six Million (1932), Private Worlds (1935), She Married Her Boss (1935), My Man Godfrey (1936), Dames de teatre (1937) o La noia de la Cinquena Avinguda (1939) - "Els millors 100 anys (i 3): el basar de les sorpreses" (amb pel·lícules recuperades de Segundo de Chomón) i un altre dedicat al director taiwanès Hou Hsiao Hsien.

## Palmarès
Els premis atorgats en aquesta edició foren:
- Conquilla d'Or a la millor pel·lícula (200.000 ecus): Margaret's Museum de Mort Ransen
- Premi Especial del Jurat: Nadie hablará de nosotras cuando hayamos muerto d'Agustín Díaz Yanes
- Menció especial del Jurat: 
  - Mín jǐng gù shì de Ning Ying 
  - Kjærlighetens kjøtere de Hans Petter Moland
- Conquilla de Plata al millor director: Mike Figgis per Leaving Las Vegas
- Conquilla de Plata a la millor actriu: Victoria Abril per Nadie hablará de nosotras cuando hayamos muerto d'Agustín Díaz Yanes
- Conquilla de Plata al millor actor: Nicolas Cage, per 'Leaving Las Vegas de Mike Figgis
- Premi Euskalmedia per Nous Realitzadors (45.000 dòlars): Sale Gosse de Claude Mouriéras
- Premi Fernando Rey: Regina Fritsch per Schlafes Bruder de Joseph Vilsmaier
- Premi Donostia: Susan Sarandon i Catherine Deneuve